# Championnat féminin de la CONCACAF
Ne doit pas être confondu avec la Gold Cup féminine de la CONCACAF, compétition démarrant en 2024.
Le Championnat féminin de la CONCACAF, appelé Gold Cup féminine de 2000 à 2006, est la principale compétition de  soccer féminin entre les équipes nationales affiliées à la CONCACAF. 
En 1991, un championnat CONCACAF fut créé dans le but d'établir un tournoi continental entre les équipes nationales affiliées à la CONCACAF et de déterminer les qualifiés pour les coupes du monde. Il est arrivé que des sélections hors continentales prennent part à cette compétition grâce à des invitations (Nouvelle-Zélande en 1993, Brésil et Chine en 2000). En 2000, les instances de la CONCACAF décidèrent de renommer la compétition en Gold Cup (jusqu'en 2006)  mais son format reste ainsi que ses objectifs.
Le palmarès montre la prépondérance de la sélection américaine qui remporta ce trophée à 9 reprises (elle ne participa pas à l'édition de 1998, étant qualifiée d'office à la coupe du monde en tant que pays organisateur).

## Palmarès
| Édition | Hôte              | Vainqueur  | Vainqueur | Finaliste        | Troisième         |
| 1991    | Haïti             | États-Unis | (1)       | Canada           | Trinité-et-Tobago |
| 1993    | États-Unis        | États-Unis | (2)       | Nouvelle-Zélande | Canada            |
| 1994    | Canada            | États-Unis | (3)       | Canada           | Mexique           |
| 1998    | Canada            | Canada     | (1)       | Mexique          | Costa Rica        |
| 2000    | États-Unis        | États-Unis | (4)       | Brésil           | Chine             |
| 2002    | États-Unis Canada | États-Unis | (5)       | Canada           | Mexique           |
| 2006    | États-Unis        | États-Unis | (6)       | Canada           | Mexique           |
| 2010    | Mexique           | Canada     | (2)       | Mexique          | États-Unis        |
| 2014    | États-Unis        | États-Unis | (7)       | Costa Rica       | Mexique           |
| 2018    | États-Unis        | États-Unis | (8)       | Canada           | Jamaïque          |
| 2022    | Mexique           | États-Unis | (9)       | Canada           | Jamaïque          |